# Уокер, Кори
Кори Уокер (родился в 1980 году) — американский художник комиксов, известный своей работой в качестве художника в серии Invincible издательства Image Comics , которую он создал совместно с писателем Робертом Киркманом .  С Киркманом он также сотрудничал над несколькими комиксами для Image и Marvel Comics . В 2020 году было объявлено, что он является ведущим дизайнером мультсериала Invincible .